# اکسلنت کداور
اکسلنت کاداور (Excellent Cadaver) یک شرکت تولید فیلم و تلویزیون آمریکایی است که توسط بازیگر جنیفر لارنس در سال ۲۰۱۸ تأسیس شد این شرکت درام کازوی (۲۰۲۲) و کمدی بدون احساس بد (۲۰۲۳) را با بازی لارنس تهیه کرده است.